# Philip Morant
Philip Morant (6 octobre 1700 - 25 novembre 1770) est un pasteur anglais, auteur et historien .

## Éducation
Il fait ses études à la John Roysse's Free School à Abingdon (aujourd'hui Abingdon School)  et au Pembroke College, Oxford  et obtient finalement sa maîtrise au Sidney Sussex College, Cambridge en 1729.

## Carrière
Ordonné en 1722, il commence son association avec le comté d'Essex avec une cure à Great Waltham près de Chelmsford en 1722 . Il est aumônier de l'église épiscopale anglaise d'Amsterdam de 1732 à 1734. En 1737, il devient à la fois recteur de St Mary-at-the-Walls à Colchester et recteur d'Aldham dans l'Essex . Pendant son séjour à Colchester, Morant écrit The History and Antiquities of Colchester, publié en 1748 ; et son histoire du comté, The History and Antiquities of the County of Essex, publié en deux volumes entre 1763 et 1768. Il mène également un certain nombre de fouilles de sites romains dans et autour de la ville. Il épouse Anne Stebbing en 1739 et ils ont une fille, Anna Maria. En 1755, Philip Morant est élu membre de la Society of Antiquaries of London.
Après la mort de sa femme, il déménage dans la maison de son gendre à Battersea et est employé à la Chambre des lords, bien qu'il ait conservé la cure de ses deux paroisses. Il meurt en 1770 et est enterré à Aldham, où sa silhouette apparaît sur le panneau du village .
Il y a un mémorial contemporain et une fenêtre de 1855 à sa mémoire dans la nouvelle église d'Aldham (le mémorial est déplacé en 1854), et il y a une plaque en bois à St Mary-at-the-Walls datée de 1966. Le Morant Club est formé à Colchester en 1909 pour enquêter sur l'archéologie locale, mais est dissous en 1925 . En 1965, l'école secondaire Norman Way à Prettygate, Colchester est rebaptisée Philip Morant School and College en son honneur.